# Vuelo 207 de Kalitta Air
El vuelo 207 de Kalitta Air (K4207/CKS207) fue un vuelo de carga programado entre el aeropuerto John F. Kennedy de Nueva York y el aeropuerto internacional de Baréin con una escala técnica en el aeropuerto de Bruselas. El 25 de mayo de 2008, el Boeing 747-200 invadió la pista 20 (luego renombrada con el número 19) durante el despegue en el aeropuerto de Bruselas, provocando que el avión se partiera en tres grandes pedazos.Los ocupantes sufrieron heridas leves.

## Aeronave y tripulación

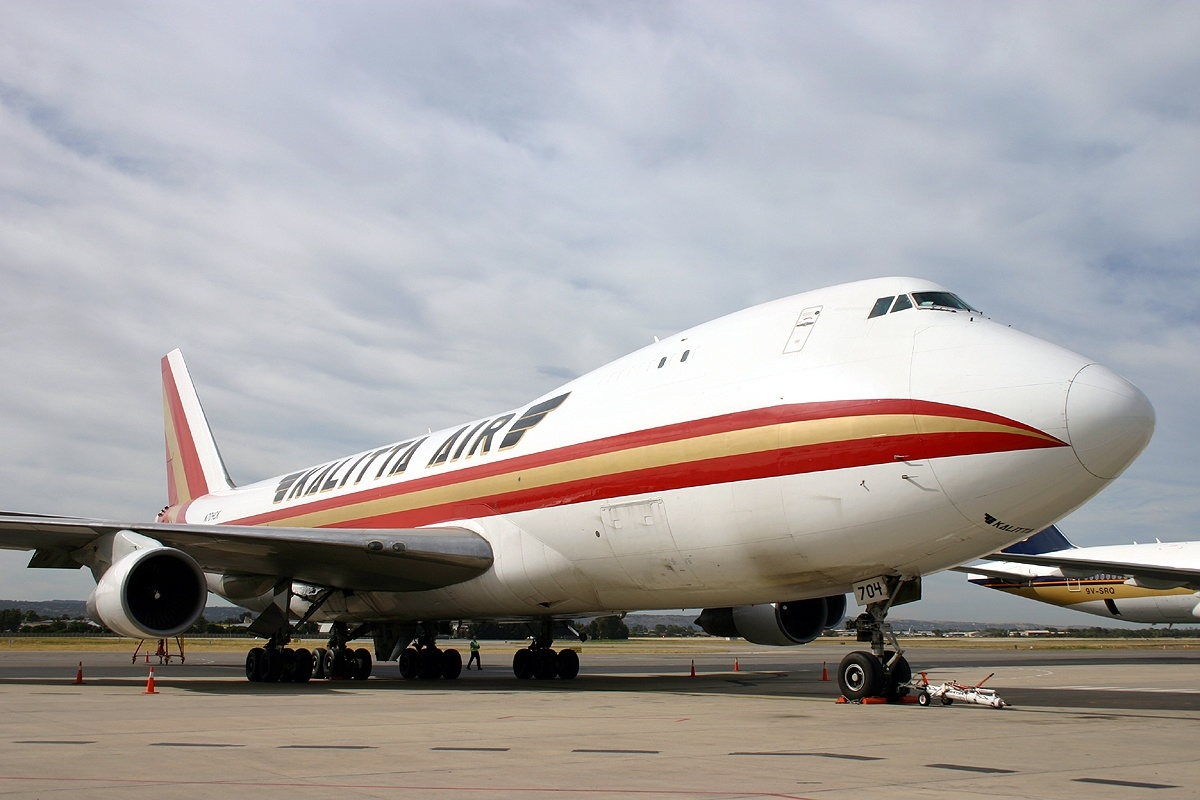
El Boeing 747-200 implicado en el accidente, fotografiado en 2005.

El avión era un Boeing 747-209F de 27 años registrado como N704CK. El avión fue construido en julio de 1980 para China Airlines con la matrícula B-1894. Se volvió a registrar como B-18752, operando para la misma aerolínea hasta finales de agosto de 2003. Kalitta Air lo compró en septiembre del mismo año y lo registró como N704CK. La aeronave acumuló 108 560 horas de vuelo con 20 599 ciclos de vuelo. La aeronave estaba equipada con motores Pratt & Whitney JT9D-7Q con los números de serie (desde el motor más a la izquierda hasta el más a la derecha) 702399, 702394, 702119 y 702082. Se reportó que el motor número 3 estuvo una vez en llamas en abril de 2008. Se sustituyó el motor y se repararon los daños sufridos por la aeronave. A bordo viajaban cuatro tripulantes y un pasajero. El capitán tenía 59 años y era capitán titulado de los Boeing 747, 757 y 767 y del McDonnell Douglas DC-8. Había acumulado 15 000 horas de vuelo a lo largo de su carrera, incluyendo 3000 horas de vuelo en el Boeing 747. El primer oficial tenía 48 años y era primer oficial calificado en el Boeing 747, Gulfstream G500, Canadair CL-65 y Saab 340. Había acumulado 7000 horas de vuelo, 200 horas de vuelo en el Boeing 747. El ingeniero de vuelo tenía 53 años y era ingeniero de vuelo cualificado. Había acumulado 7000 horas de vuelo a lo largo de su carrera, 1950 horas de vuelo en el Boeing 747. El vuelo transportaba 76 toneladas de carga.

## Vuelo
A las 11:06 de la mañana, el vuelo CKS207 solicitó pushback. Solicitaron autorización para el rodaje a las 11:13 a. m. El controlador ordenó a la tripulación que rodara hasta A7 y se mantuviera cerca de la pista 25R. Posteriormente se les pidió que se pusieran en contacto con el controlador de la torre. La tripulación optó por no utilizar la pista 25R y en su lugar solicitó rodar hasta la pista 20, ya que esa pista se utilizaba para despegues mientras que la 25R se utilizaba para aterrizajes. Se les pidió que se alinearan detrás de un Boeing 747 de Korean Air y esperaran la autorización para despegar. A las 11:29 am, se les autorizó el despegue por la pista 20. Aproximadamente a las 11:30 a. m., A las 00.00 horas, la tripulación escuchó un fuerte estallido, seguido de una explosión en el motor número 3.  Decidieron cancelar el despegue activando los inversores de empuje y poniendo la potencia del motor al ralentí. Los inversores de empuje no se activaron y como habían superado la velocidad V1 (138 nudos) por 12 nudos, no pudieron frenar a tiempo e invadieron la pista. Más tarde, un testigo informó haber escuchado un "ligero golpe" y notó que un avión avanzaba hacia él, después de lo cual corrió inmediatamente a buscar refugio. El vuelo 207 se detuvo 300 metros (984,3 pies) desde el final de la pista a 20 y 100 metros (328,1 pies) desde un ferrocarril justo más adelante. El avión se partió en tres piezas principales: la cabina, el fuselaje y la cola. La torre llamó inmediatamente a que llegaran camiones de bomberos al lugar. Los bomberos cubrieron las alas con retardante de fuego mientras el avión se llenaba de combustible; el avión no se incendió.

## Investigación
Las autoridades de investigación llegaron al lugar del accidente una hora después. El accidente fue investigado por la Investigación de Accidentes de Aviación de Bélgica. Se determinó que había rastros del cernícalo europeo en el interior del motor 3 provocando que este perdiera potencia y fallara, lo que fue acompañado de un fuerte estruendo y fue notado por la tripulación con acciones inmediatas para reducir la velocidad del avión. El área de seguridad de fin de pista (RESA), parte de la pista que ayuda a las aeronaves a detenerse a tiempo, de la pista 20 cumplía los requisitos de la OACI en longitud y anchura, cada 90 metros (295,3 pies). Sin embargo, la OACI recomendó una longitud RESA de 240 metros (787,4 pies);  la pista no siguió esta recomendación porque había un ferrocarril delante de la pista y una carretera en el otro extremo. El impacto del pájaro también provocó que los inversores de empuje no se activaran, por lo que no desaceleraron adecuadamente la aeronave.  El choque con pájaros, el mal funcionamiento del inversor de empuje y la falta de conciencia situacional contribuyeron al accidente del vuelo 207. 

## Secuelas
La tripulación sufrió heridas leves. Se modificó el entrenamiento para rechazar un despegue después de la V1 de Kalitta Air: un DVD de entrenamiento mostraba la misma pista que el vuelo del accidente en Bruselas. El requisito de longitud de RESA se hizo más estricto. La Unidad de Control de Aves (BCU) también se reforzó para que fuera más precisa y en el DVD también se proporcionó capacitación posterior para su uso. El uso de toda la longitud de la pista 20 nunca fue publicado en la Publicación de Información Aeronáutica (AIP). Sólo era exclusivo de la pista 25R. Ahora también se ha previsto una frase específica para la pista 20.